# لامين جاب الله
لامين جاب الله (بالفرنسية: Lamine Djaballah)‏ (4 يوليو 1982 بسانت إتيان في فرنسا - ) هو لاعب كرة قدم فرنسي في مركز الهجوم. لعب مع شبيبة القبائل ونادي أميين ونادي تولون ونادي جازيليك أجاكسيو ونادي ليبورن وGap HAFC ‏ وAndrézieux-Bouthéon FC ‏ وUS Feurs ‏.

## وصلات خارجية
- لامين جاب الله على موقع قاعدة بيانات كرة القدم.إي يو (الإنجليزية)
- لامين جاب الله على موقع Soccerway.com (الإنجليزية)